# Swinglea glutinosa

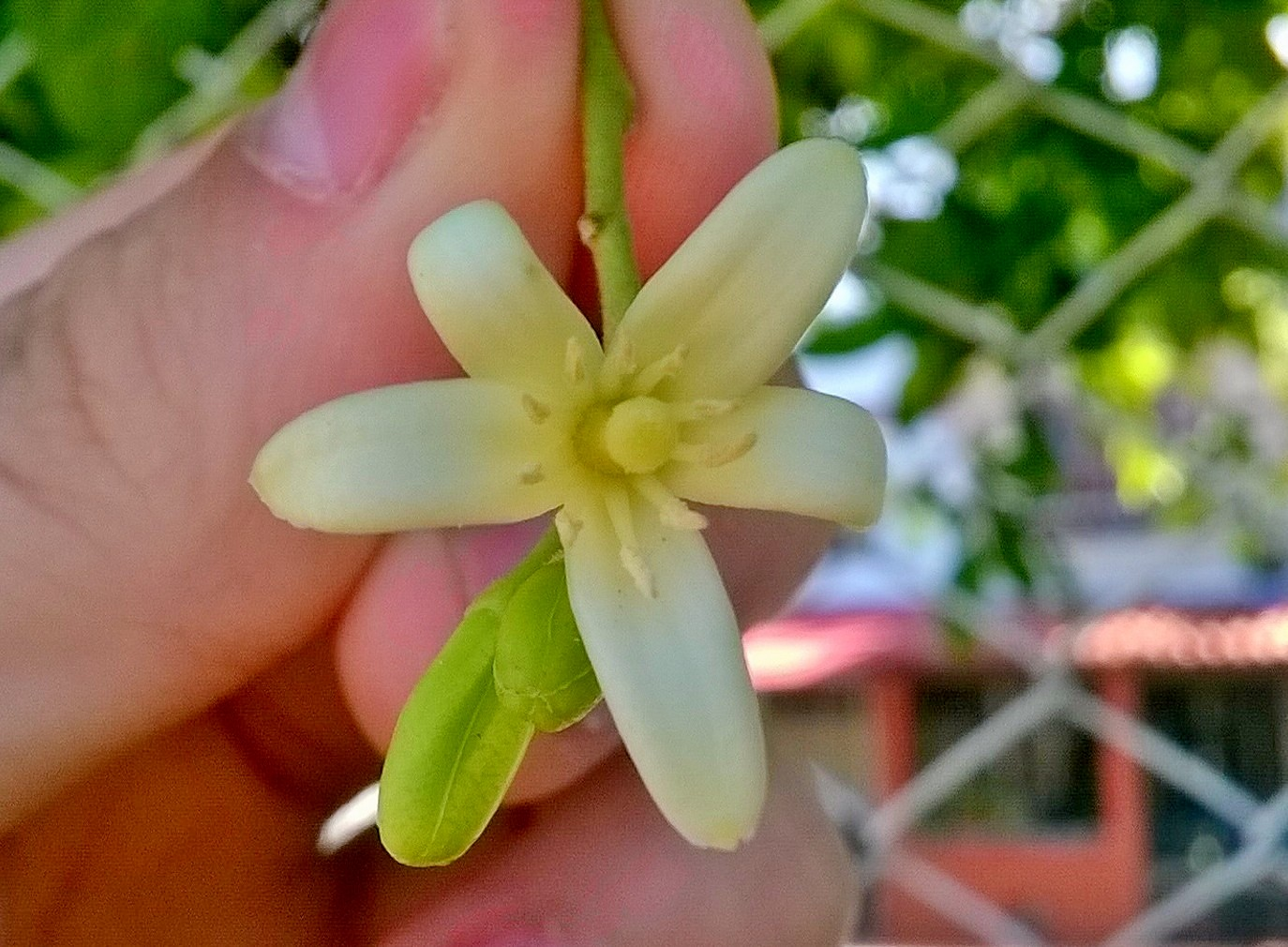
Flor de la Swinglea glutinosa

Swinglea es un género monotípico de plantas, perteneciente a la familia Rutaceae. Su única especie:  Swinglea glutinosa, es originaria de Asia, su fruto de entre 10-12cm NO es comestible. 

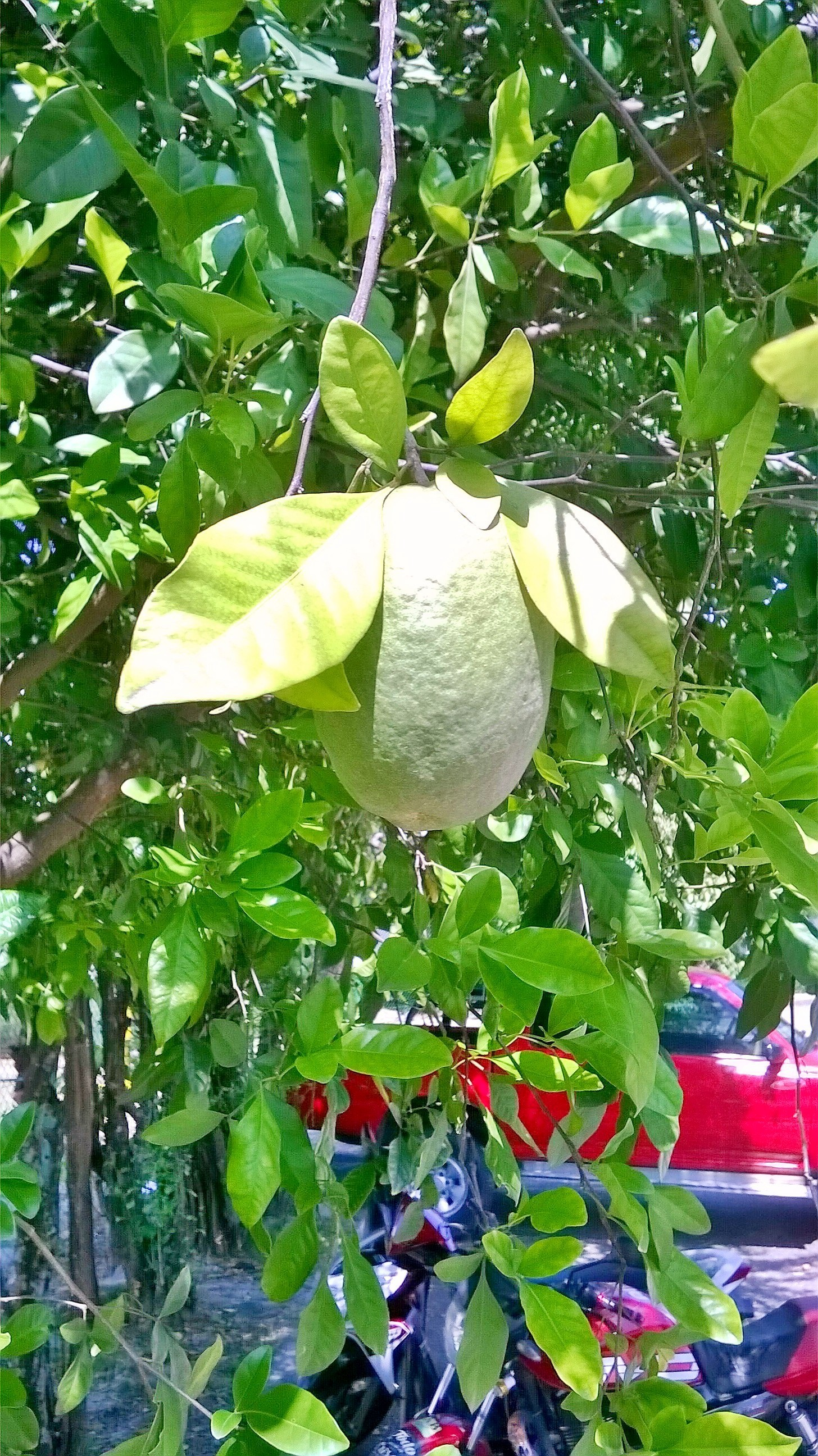
Fruto de la Swingla.

Es llamada, comúnmente, limoncillo ornamental, limón swingla o swinglea.

## Descripción
Es un arbusto, que se encuentra a una altitud de 500-1000, 1500-2000 metros en el bosque húmedo premontano y el bosque seco tropical.

## Usos
Es cultivada para uso como cerco vivo, o cerca natural.

## Taxonomía
Swinglea glutinosa fue descrita por (Blanco) Merr. y publicado en Journal of the Arnold Arboretum 8: 131–132, en el año 1927.
Sinonimia
- Limonia glutinosa Blanco basónimo[2]